# Artur Michalkiewicz
Artur Paweł Michalkiewicz (Breslavia, 11 de septiembre de 1977) es un deportista polaco que compitió en lucha grecorromana. Ganó una medalla de oro en el Campeonato Europeo de Lucha de 2006, en la categoría de 84 kg.

## Palmarés internacional
| Campeonato Europeo | Campeonato Europeo | Campeonato Europeo | Campeonato Europeo |
| Año                | Lugar              | Medalla            | Categoría          |
| ------------------ | ------------------ | ------------------ | ------------------ |
| 2006               | Moscú (Rusia)      | Medalla de oro     | 84 kg              |